# Richard Lašík
Richard Lašík (Bratislava, 18 agosto 1992) è un calciatore slovacco, centrocampista del Loosdorf.

## Caratteristiche tecniche
Cresciuto come terzino destro, dal debutto in Serie B gioca soprattutto come interditore a centrocampo, ruolo che ha ricoperto anche in nazionale.

## Carriera

### Club
Nato a Bratislava, Lašík comincia la sua carriera calcistica nella più importante squadra cittadina, lo Slovan, prima di trasferirsi, nel 2004, alla Josef Vengloš Academy, dell'omonimo allenatore. Qui è notato dal Brescia, che lo acquista nel 2007.
Il 25 gennaio 2012 il club lombardo lo cede in prestito al Ružomberok, squadra della massima serie slovacca, in cui realizza una rete in undici partite disputate. Debutta con la squadra il 9 marzo 2012, nella partita contro lo Spartak Trnava.
Tornato in Italia debutta ufficialmente con la maglia del Brescia il 12 agosto 2012, in Coppa Italia, nella sconfitta per 2-1 contro la Cremonese. Il debutto in serie B avviene il 25 agosto 2012, nella sconfitta per 1-0 contro il Crotone.
Realizza la sua prima rete in campionato il 29 settembre 2012, siglando il gol del definitivo 1-1, nella trasferta delle rondinelle contro l'Empoli.
Nella stagione 2014-2015 fa il secondo ritorno in patria, nelle file dello Slovan Bratislava con cui esordisce anche nelle competizioni europee. Dopo un breve passaggio anche nella squadra B del club con cui gioca 5 partite in seconda divisione, nella stagione 2015-2016 viene ceduto in prestito ai cechi del Baník Ostrava con cui realizza 1 rete in 19 presenze.
A fine stagione fa il suo terzo rientro in patria ed inizia nuovamente la stagione 2016-2017 con lo Slovan, con cui scende in campo per altre 7 volte tra campionato ed Europa League, mettendo a segno anche un gol, prima di venire ceduto a titolo definitivo all'Avellino il 25 agosto, facendo così rientro in Italia a distanza di 2 anni dall'esperienza bresciana. Nel match casalingo contro la Ternana segna il suo primo gol stagionale.
Viene tesserato dal Teramo il 6 agosto 2019 firmando un contratto biennale.

### Nazionale
Debutta con l'under-21 slovacca il 25 aprile 2012 nella sconfitta per 2-1, in amichevole, contro l'under-21 ceca, realizzando il gol per gli slovacchi.
Il debutto in una competizione ufficiale avviene il 7 settembre 2012, nella vittoria per 2-1 contro l'under-21 francese, valevole per le qualificazioni agli europei 2013 di categoria.
La prima convocazione con la nazionale maggiore giunge il 6 febbraio 2013, per l'amichevole contro il Belgio. Subentrato al 33' del secondo tempo a Tomáš Hubočan realizza, a due minuti dallo scadere, il gol del momentaneo 1-1 (la partita terminerà poi 2-1 per i belgi).

## Statistiche

### Presenze e reti nei club
Statistiche aggiornate al 17 novembre 2017.
| Stagione                 | Squadra                  | Campionato               | Campionato | Campionato | Coppe nazionali | Coppe nazionali | Coppe nazionali | Coppe europee | Coppe europee | Coppe europee | Altre coppe | Altre coppe | Altre coppe | Totale | Totale |
| Stagione                 | Squadra                  | Comp                     | Pres       | Reti       | Comp            | Pres            | Reti            | Comp          | Pres          | Reti          | Comp        | Pres        | Reti        | Pres   | Reti   |
| ------------------------ | ------------------------ | ------------------------ | ---------- | ---------- | --------------- | --------------- | --------------- | ------------- | ------------- | ------------- | ----------- | ----------- | ----------- | ------ | ------ |
| 2011- gen. 2012          | Brescia                  | B                        | 0          | 0          | CI              | 0               | 0               | -             | -             | -             | -           | -           | -           | 0      | 0      |
| gen.-giu. 2012           | Ružomberok               | SL                       | 11         | 1          | CS              | 0               | 0               | -             | -             | -             | -           | -           | -           | 11     | 1      |
| 2012-2013                | Brescia                  | B                        | 31+2       | 1          | CI              | 1               | 0               | -             | -             | -             | -           | -           | -           | 34     | 1      |
| 2013-2014                | Brescia                  | B                        | 10         | 0          | CI              | 2               | 0               | -             | -             | -             | -           | -           | -           | 12     | 0      |
| Totale Brescia           | Totale Brescia           | Totale Brescia           | 41+2       | 1+0        |                 | 3               | 0               |               | -             | -             |             | -           | -           | 46     | 1      |
| 2014-2015                | Slovan Bratislava        | SL                       | 22         | 0          | CS              | 2               | 0               | CL + EL       | 4+4           | 0             | -           | -           | -           | 32     | 0      |
| ago.-set. 2015           | Slovan Bratislava        | SL                       | 2          | 0          | CS              | 0               | 0               | EL            | 2             | 0             | -           | -           | -           | 4      | 0      |
| ago.-set. 2015           | Slovan Bratislava II     | 2L                       | 5          | 0          | -               | -               | -               | -             | -             | -             | -           | -           | -           | 5      | 0      |
| set. 2015-2016           | Baník Ostrava            | 1L                       | 19         | 1          | CC              | 0               | 0               | -             | -             | -             | -           | -           | -           | 19     | 1      |
| ago. 2016                | Slovan Bratislava        | SL                       | 4          | 1          | CS              | 0               | 0               | EL            | 3             | 0             | -           | -           | -           | 7      | 1      |
| Totale Slovan Bratislava | Totale Slovan Bratislava | Totale Slovan Bratislava | 28         | 1          |                 | 2               | 0               |               | 13            | 0             |             | -           | -           | 43     | 1      |
| ago. 2016-2017           | Avellino                 | B                        | 29         | 2          | CI              | -               | -               | -             | -             | -             | -           | -           | -           | 29     | 2      |
| 2017-2018                | Avellino                 | B                        | 6          | 0          | CI              | 0               | 0               | -             | -             | -             | -           | -           | -           | 6      | 0      |
| Totale Avellino          | Totale Avellino          | Totale Avellino          | 35         | 2          |                 | 0               | 0               |               | -             | -             |             | -           | -           | 35     | 2      |
| 2019-2020                | Teramo                   | C                        | 8          | 0          | CI-C            | 2               | 0               | -             | -             | -             | -           | -           | -           | 010    | 0      |
| 2020-2021                | Teramo                   | C                        | 11+1       | 0          | CI              | 2               | 0               | -             | -             | -             | -           | -           | -           | 14     | 0      |
| Totale Teramo            | Totale Teramo            | Totale Teramo            | 19+1       | 0          |                 | 4               | 0               |               | -             | -             |             | -           | -           | 24     | 0      |
| Totale carriera          | Totale carriera          | Totale carriera          | 158+3      | 6          |                 | 9               | 0               |               | 13            | 0             |             | 0           | 0           | 183    | 6      |

### Cronologia presenze e reti in nazionale
| Cronologia completa delle presenze e delle reti in nazionale ― Slovacchia | Cronologia completa delle presenze e delle reti in nazionale ― Slovacchia | Cronologia completa delle presenze e delle reti in nazionale ― Slovacchia | Cronologia completa delle presenze e delle reti in nazionale ― Slovacchia | Cronologia completa delle presenze e delle reti in nazionale ― Slovacchia | Cronologia completa delle presenze e delle reti in nazionale ― Slovacchia | Cronologia completa delle presenze e delle reti in nazionale ― Slovacchia | Cronologia completa delle presenze e delle reti in nazionale ― Slovacchia |
| Data                                                                      | Città                                                                     | In casa                                                                   | Risultato                                                                 | Ospiti                                                                    | Competizione                                                              | Reti                                                                      | Note                                                                      |
| ------------------------------------------------------------------------- | ------------------------------------------------------------------------- | ------------------------------------------------------------------------- | ------------------------------------------------------------------------- | ------------------------------------------------------------------------- | ------------------------------------------------------------------------- | ------------------------------------------------------------------------- | ------------------------------------------------------------------------- |
| 6-2-2013                                                                  | Bruges                                                                    | Belgio                                                                    | 2 – 1                                                                     | Slovacchia                                                                | Amichevole                                                                | 1                                                                         | 78’                                                                       |
| 26-3-2013                                                                 | Žilina                                                                    | Slovacchia                                                                | 0 – 0                                                                     | Svezia                                                                    | Amichevole                                                                | -                                                                         | 11’                                                                       |
| 7-6-2013                                                                  | Vaduz                                                                     | Liechtenstein                                                             | 1 – 1                                                                     | Slovacchia                                                                | Qual. Mondiali 2014                                                       | -                                                                         | 24’                                                                       |
| Totale                                                                    |                                                                           | Presenze                                                                  | 3                                                                         |                                                                           | Reti                                                                      | 1                                                                         |                                                                           |

| Cronologia completa delle presenze e delle reti in nazionale ― Slovacchia under 21 | Cronologia completa delle presenze e delle reti in nazionale ― Slovacchia under 21 | Cronologia completa delle presenze e delle reti in nazionale ― Slovacchia under 21 | Cronologia completa delle presenze e delle reti in nazionale ― Slovacchia under 21 | Cronologia completa delle presenze e delle reti in nazionale ― Slovacchia under 21 | Cronologia completa delle presenze e delle reti in nazionale ― Slovacchia under 21 | Cronologia completa delle presenze e delle reti in nazionale ― Slovacchia under 21 | Cronologia completa delle presenze e delle reti in nazionale ― Slovacchia under 21 |
| Data                                                                               | Città                                                                              | In casa                                                                            | Risultato                                                                          | Ospiti                                                                             | Competizione                                                                       | Reti                                                                               | Note                                                                               |
| ---------------------------------------------------------------------------------- | ---------------------------------------------------------------------------------- | ---------------------------------------------------------------------------------- | ---------------------------------------------------------------------------------- | ---------------------------------------------------------------------------------- | ---------------------------------------------------------------------------------- | ---------------------------------------------------------------------------------- | ---------------------------------------------------------------------------------- |
| 25-4-2012                                                                          | Senec                                                                              | Slovacchia under 21                                                                | 1 – 2                                                                              | Rep. Ceca under 21                                                                 | Amichevole                                                                         | 1                                                                                  | 60’ 84’                                                                            |
| 7-9-2012                                                                           | Senec                                                                              | Slovacchia under 21                                                                | 2 – 1                                                                              | Francia under 21                                                                   | Qual. Europeo Under-21 2013                                                        | -                                                                                  | 24’ 54’                                                                            |
| 11-10-2012                                                                         | Senec                                                                              | Slovacchia under 21                                                                | 0 – 2                                                                              | Paesi Bassi under 21                                                               | Qual. Europeo Under-21 2013                                                        | -                                                                                  | 65’                                                                                |
| 14-11-2012                                                                         | Marbella                                                                           | Russia under 21                                                                    | 2 – 1                                                                              | Slovacchia under 21                                                                | Amichevole                                                                         | -                                                                                  |                                                                                    |
| 14-8-2013                                                                          | Senec                                                                              | Slovacchia under 21                                                                | 1 – 4                                                                              | Italia under 21                                                                    | Amichevole                                                                         | -                                                                                  |                                                                                    |
| 11-9-2013                                                                          | Senec                                                                              | Slovacchia under 21                                                                | 1 – 0                                                                              | Georgia under 21                                                                   | Qual. Europeo Under-21 2015                                                        | -                                                                                  |                                                                                    |
| Totale                                                                             |                                                                                    | Presenze                                                                           | 6                                                                                  |                                                                                    | Reti                                                                               | 1                                                                                  |                                                                                    |